# Anne Lize van der Stoel
Anne Lize Edith Cornelia (Anne Lize) van der Stoel (Bergen op Zoom, 18 december 1954) is een Nederlands politicus van de VVD.
Van der Stoel is een dochter van een gereformeerde dominee uit Bergen op Zoom. Zij volgde de lerarenopleiding Engels en Nederlands en studeerde korte tijd rechten aan de Universiteit van Amsterdam. In 1980 werd zij fractiemedewerker van de VVD in de Tweede Kamer.

## Politieke loopbaan
Van 1982 tot 1994 zat Van der Stoel voor de VVD in de gemeenteraad van Amsterdam.
In 1994 werd zij lid van de Tweede Kamer voor de VVD. Zij hield zich bezig met sociale zaken en justitie (onder meer vrouwen- en homo-emancipatie) en met Antilliaanse zaken, en stemde als enige van de VVD-fractie voor het houden van de parlementaire enquête opsporingsmethoden (de IRT-enquête).
Van 1998 tot 2002 werkte zij in diverse adviesfuncties. Daarna werd zij voorzitter van het in 2002 ingestelde stadsdeel Amsterdam-Centrum, nadat de VVD de meeste stemmen voor de deelraad had verworven. Haar beleid als stadsdeelvoorzitter werd niet door iedereen gewaardeerd. Ze probeerde het centrum van de stad Amsterdam onder druk van een linkse meerderheid in de deelraad door het stellen van regels ordelijker te maken. Nadat de functie van stadsdeelvoorzitter in 2006 was overgegaan naar PvdA'er Els Iping, werd Van der Stoel dagelijks bestuurder in het stadsdeel. Dit ambt bekleedde zij tot 2007.
Anne Lize van de Stoel heeft veel gedaan voor de emancipatie van homoseksuelen, onder meer als bestuurslid van talrijke organisaties op dit gebied. Verder mengde zij zich in veel lopende discussies, zo was zij vast deelnemer aan het VARA-discussieprogramma Welbeschouwd onder leiding van Jan Nagel.
Van 2010 tot en met 2013 was ze namens de VVD algemeen bestuurslid van het Waterschap Amstel, Gooi en Vecht.

### Waarnemend burgemeester
Van 2 december 2013 tot eind september 2014 was Van der Stoel waarnemend burgemeester van de gemeente Teylingen. Vanaf januari 2018 was Van der Stoel ruim anderhalf jaar waarnemend burgemeester van Landsmeer. Hier trad zij per 1 augustus 2019 terug en werd opgevolgd door Dennis Straat.

### Informateur
Voorjaar 2023 was Van der Stoel na de provinciale verkiezingen informateur in Utrecht. Maar haar advies om de BoerBurgerBeweging te betrekken in de onderhandelingen over een nieuw dagelijks bestuur, werd door de linkse partijen in de Staten genegeerd.
- Parlement.com: vg09lllp3kwt